# Leptomyrmex nigriventris
Leptomyrmex nigriventris (лат.) — вид муравьёв рода Leptomyrmex из подсемейства долиходерины (Dolichoderinae, Leptomyrmecini). Австралия.

## Описание
Муравьи с очень длинными ногами и антеннами, тело тонкое. Вид был впервые описан в 1831 году Феликсом Эдуардом Герен-Меневиллем. Этот вид является эндемиком Австралии.

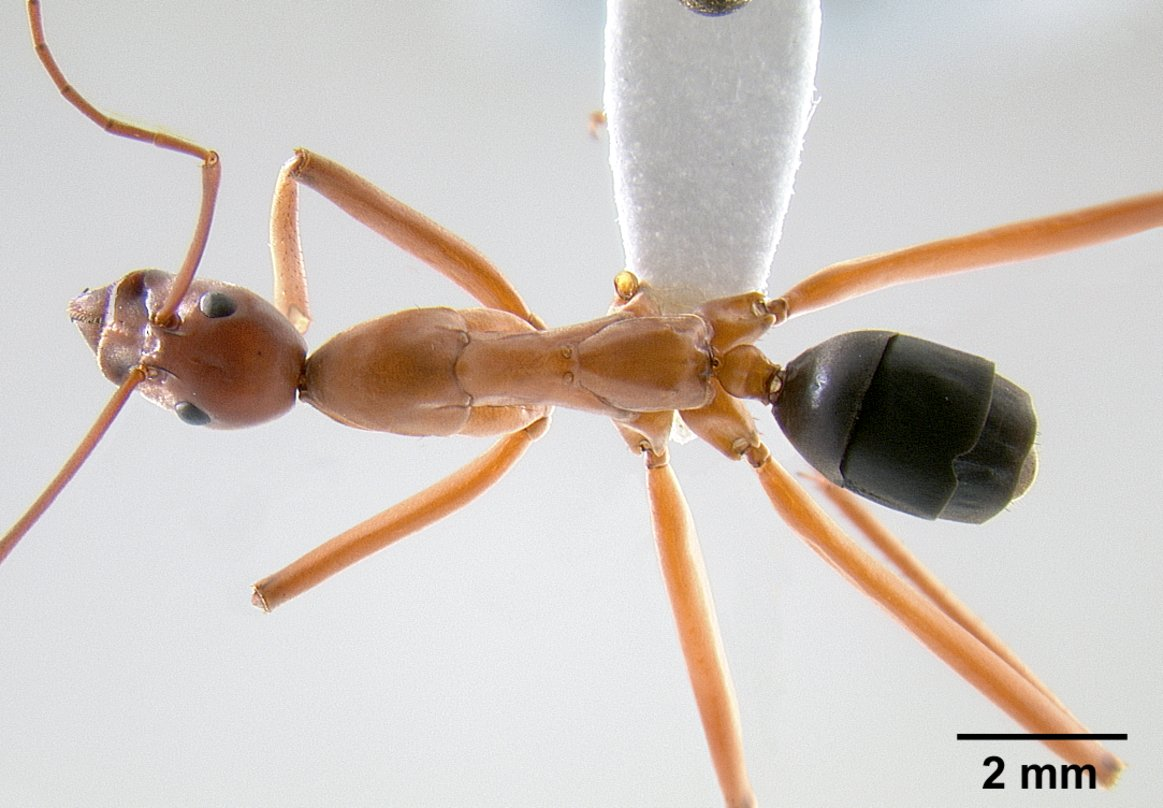
Вид сверху
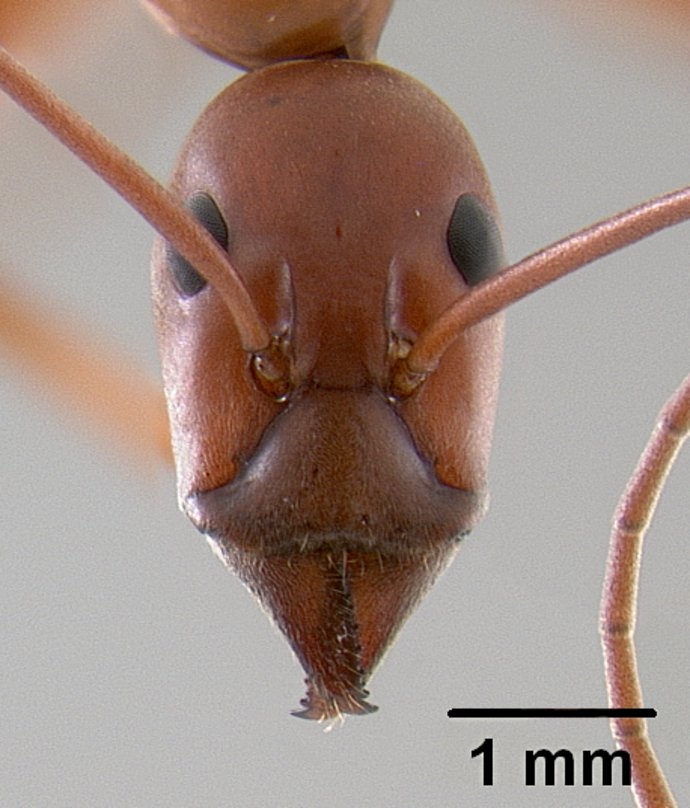
Голова
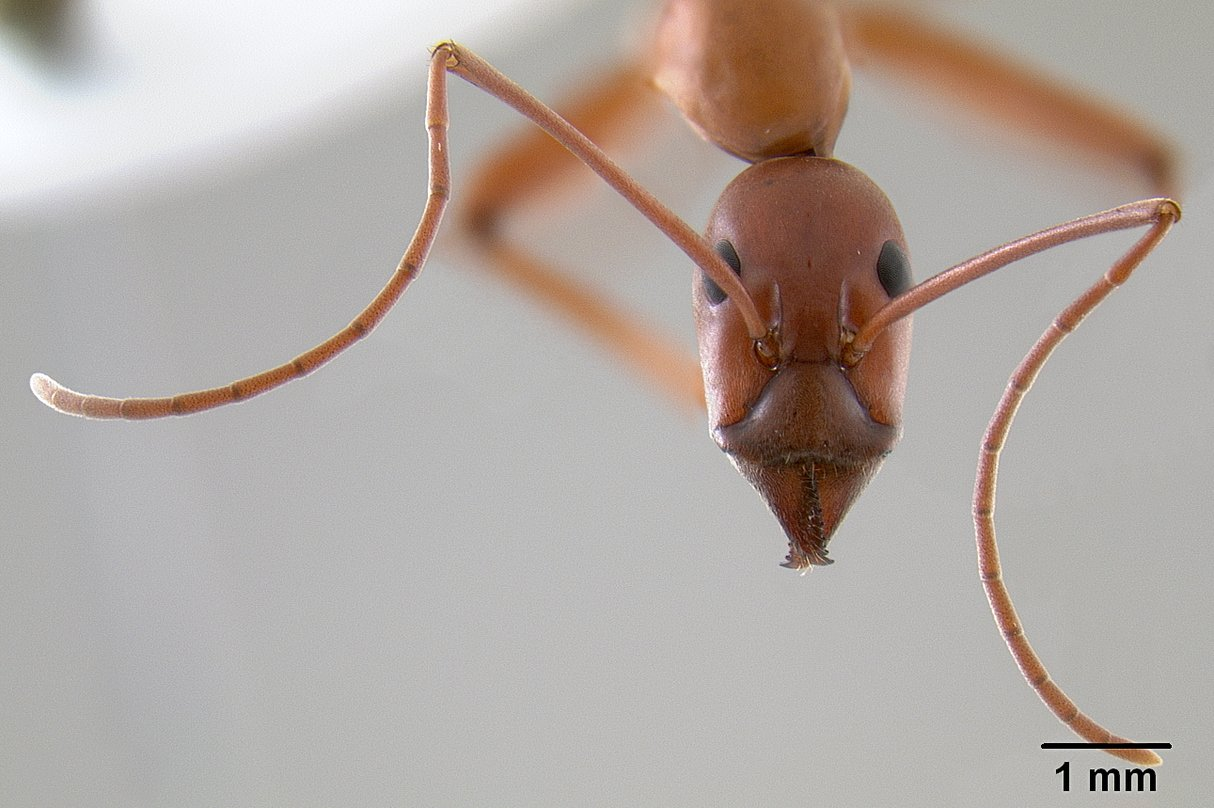
Голова